# Labocurtidia ferruginosus
Labocurtidia ferruginosus är en insektsart som beskrevs av Henry Fairfield Osborn 1924. Labocurtidia ferruginosus ingår i släktet Labocurtidia och familjen dvärgstritar. Inga underarter finns listade i Catalogue of Life.